# Bolos en los Juegos Suramericanos de 2014 - Dobles Femenino
El torneo femenino de Bolos en su categoría dobles en Santiago 2014 se desarrolló en el Mall Plaza Vespucio entre los días 12 y 13 de marzo de 2014. Participaron 10 parejas.

## Resultados

### Primera Serie 6 líneas
| Rank | Nacionalidad | Jugadoras                                 | Puntaje |
| ---- | ------------ | ----------------------------------------- | ------- |
| 1    | Colombia     | Clara Guerrero Anggie Ramírez             | 2428    |
| 2    | Argentina    | María de las Mercedes Pérez Vanessa Rinke | 2284    |
| 3    | Venezuela    | Patricia de Faria Karen Marcano           | 2233    |
| 4    | Brasil       | Roberta Camargo Roseli Costa              | 2229    |
| 5    | Chile        | Constanza Bahamondes Verónica Valdebenito | 2174    |
| 6    | Perú         | Úrsula Álvarez Cecilia Mori               | 2120    |
| 7    | Panamá       | Edissa Andrade Tilcia Lancini             | 2113    |
| 8    | Bolivia      | Ana Miranda Mónica Pacheco                | 2016    |
| 9    | Ecuador      | Erika Saverio                             | 1100    |
| 10   | Paraguay     | Susana López                              | 900     |

### Final
| Rank | Nacionalidad | Jugadoras                                 | Puntaje |
| ---- | ------------ | ----------------------------------------- | ------- |
| 1    | Colombia     | Clara Guerrero Anggie Ramírez             | 5155    |
| 2    | Venezuela    | Patricia de Faria Karen Marcano           | 4733    |
| 3    | Argentina    | María de las Mercedes Pérez Vanessa Rinke | 4669    |
| 4    | Chile        | Constanza Bahamondes Verónica Valdebenito | 4479    |
| 5    | Brasil       | Roberta Camargo Roseli Costa              | 4465    |
| 6    | Perú         | Úrsula Álvarez Cecilia Mori               | 4299    |
| 7    | Panamá       | Edissa Andrade Tilcia Lancini             | 4184    |
| 8    | Bolivia      | Ana Miranda Mónica Pacheco                | 3764    |
| 9    | Ecuador      | Erika Saverio                             | 2275    |
| 10   | Paraguay     | Susana López                              | 1763    |

## Podio
| Rank              | Nacionalidad | Jugadoras                                 |
| ----------------- | ------------ | ----------------------------------------- |
| Medalla de oro    | Colombia     | Clara Guerrero Anggie Ramírez             |
| Medalla de plata  | Venezuela    | Patricia de Faria Karen Marcano           |
| Medalla de bronce | Argentina    | María de las Mercedes Pérez Vanessa Rinke |